# Catandica
Catandica (numit Vila Gouveia până la independență) este un oraș în provincia Manica, Mozambic, aproape de frontiera cu Zimbabwe. În 2012 număra 31.793 locuitori. A fost numit astfel în cinstea fiului unui comisar local.
Evoluția populației la recensăminte (mii loc.):